# Amage (rainha)
Amage, segundo Polieno, era a esposa do rei sármata Medosaco. Eles eram da costa do Mar Negro. Tendo observado que seu marido estava "totalmente inebriado pelo luxo", ela assumiu o governo, e agiu como uma juíza, colocando guarnições, repelindo invasões inimigas, e foi como uma líder bem-sucedida, que ela se tornou famosa por toda a Cítia. Como resultado desta fama, o povo do Quersoneso, ao ser assediado por um rei vizinho, pediu um tratado com ela. Como resultado da formação do presente tratado, ela escreveu para o rei, pedindo que eles parassem de atacar. Quando o rei respondeu com desprezo, ela marchou contra ele com 120 fortes e experientes guerreiros, e deu a cada guerreiro três cavalos. Em uma noite e um dia, ela cobriu uma distância de 100 estádios (cerca de 184.81 quilômetros), e chegou ao palácio, surpreendendo os moradores e matando todos os guardas. Como o rei foi tomado de surpresa, acreditou que sua força era maior do que realmente era, ela foi capaz de cobra-lo e pessoalmente matá-lo, assim como seus amigos e parentes. Assim, ela permitiu que o povo de Quersoneso recupera-se a livre posse de suas terras. Ela permitiu que o filho do rei vive-se  e governa-se o reino, com a condição de que ele não invadiria os reinos vizinhos. Isso ocorreu no final do século II a.C. 